# Legea condiționismului
Condiționismul absolut din budism postulează următoarele idei: Nimic în lume nu a aparut fără o cauză și totuși nu există o cauză unică, ci o succesiune cauzală nesfârșită. Dacă vom privi între 2 oglinzi așezate paralel vom observa că imaginea noastră se repetă până la infinit. Tot așa și succesiunea cauzală nesfârșită. Condiționismul mai spune că nu există nimic apărut în lume ca fiind creat dintr-un ”EU” sau ”sine” (cum este cazul unui Dumnezeu supranatural) și că în lume nu există forma unui ”eu” sau a unui ”sine”. Prin urmare condiționismul absolut completează învățătura despre non-eu (anatta) din budism și reflectă inferioritatea budismului față de creștinism în materie de suflet și existență. Existența budistă e impregnată de o suferință ce se propagă datorită condiționismului absolut prin nesfârșite reîncarnări, iar datoria supremă a budistului e să atingă Nirvana ieșind din ciclul samsaric -viață, moarte, reîncarnare-. Individul empiric din budism nu există ca persoană, este o iluzie, prin urmare starea Nirvana, nu e o stare de dispariție, întrucât nu dispare ceva ce nici nu a existat de fapt,ceva ce a fost de fapt o iluzie, un miraj.